# Новопетровский (Волгоградская область)
Новопетровский — хутор в Еланском районе Волгоградской области России. Входит в состав Большевистского сельского поселения.

## История
В 1928 году хутор Новопетровский был включён в состав Даниловского района Камышинского округа (упразднён в 1930 году) Нижне-Волжского края (с 1934 года — Сталинградского края, с 1936 года — Сталинградской области). Хутор входил в состав Булгуринского сельсовета. В период с 1935 по 1963 годы Новопетровский находился в подчинении Вязовского района. По состоянию на 1964 год хутор входил в состав Большевистского сельсовета Еланского района.

## География
Хутор находится в северной части Волгоградской области, в пределах Хопёрско-Бузулукской равнины, на расстоянии примерно 29 километров (по прямой) к югу от посёлка городского типа Елань, административного центра района. Абсолютная высота — 174 метра над уровнем моря.
Часовой пояс
Хутор Новопетровский, как и вся Волгоградская область, находится в часовой зоне МСК (московское время). Смещение применяемого времени относительно UTC составляет +3:00.

## Население
Динамика численности населения по годам:
| 1987 | 2002 |
| ---- | ---- |
| ≈150 | 153  |

| 2010 |
| ---- |
| 139  |

Гендерный состав
По данным Всероссийской переписи населения 2010 года в гендерной структуре населения мужчины составляли 40,3 %, женщины — соответственно 59,7 %.
Национальный состав
Согласно результатам переписи 2002 года, в национальной структуре населения русские составляли 93 %.